# کوزو یوکی
کوزو یوکی (انگلیسی: Kozo Yuki؛ زادهٔ ۲۳ ژانویهٔ ۱۹۷۹) بازیکن فوتبال اهل ژاپن است.
از باشگاه‌هایی که در آن بازی کرده‌است می‌توان به باشگاه فوتبال فورتونا دوسلدورف، باشگاه فوتبال جف یونایتد ایچیهارا چیبا، و باشگاه فوتبال سانفریس هیروشیما اشاره کرد.